# Béla Paulini
Béla Paulini János (Csákvár (comtat de Fejér), 20 de juny, 1881 – Baj (comtat de Komárom-Esztergom), 1 de gener, 1945)va ser escriptora, periodista i il·lustradora hongaresa.

## Biografia
El seu pare, Béla Paulini, era un agricultor agustinià, i la seva mare, Gizella Bokross, una dona catòlica romana de Néved i Kisvezekény. Els seus avis materns van ser Pál Bokross (1839-1899), el primer subauditor del comtat de Nyitra, membre del comitè del comtat, majordom del capítol de la catedral d'Esztergom, i la senyora Paulina Sztankovics.
A principis del segle 20, va treballar com a dibuixant per a diverses revistes satíriques nacionals i estrangeres i per al diari "A Nap". Ell mateix va il·lustrar els seus llibres de contes, amb els quals va crear la faula hongaresa. Juntament amb Zsolt Harsányi, va escriure la lletra de la cançó de Zoltán Kodály Háry János (1926). Va ser el fundador, organitzador i director del moviment Gyöngyösbokréta (1931), que es va fundar per reviure i presentar les tradicions populars a l'escenari. Va ser editor de la revista "Bokrétás". També va escriure obres de dansa folklòrica.

## Obres
- Les meves memòries (1914)
- El carro d'ocells (contes de fades, 1938)
- El Creta de perla de 10 anys (1940)

## Més informació
- Enciclopèdia biogràfica hongaresa